# Švédlův vrch

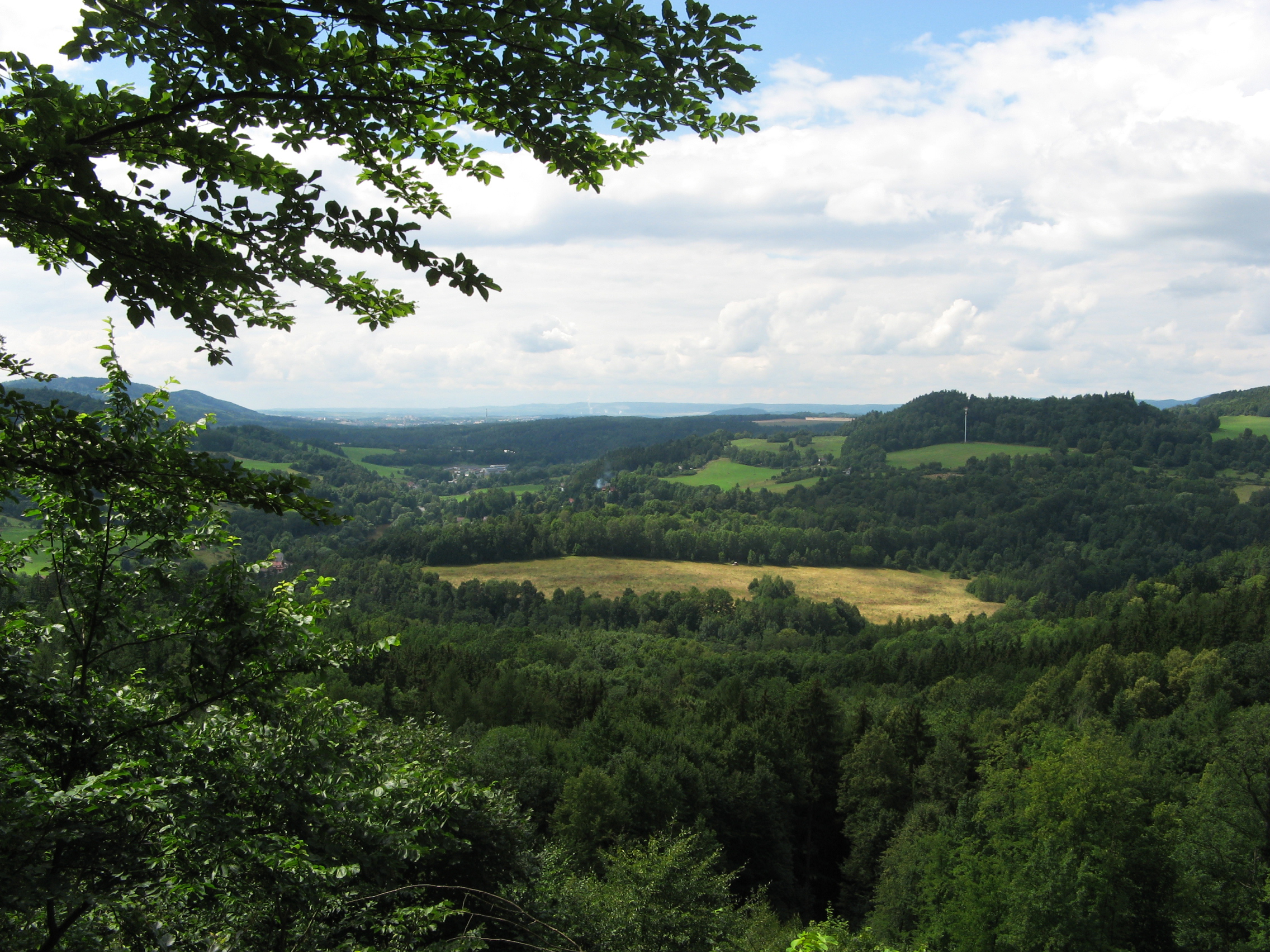
Blick von der Hochstetterhöhe nach Westen über das Egertal, im Hintergrund Karlsbad

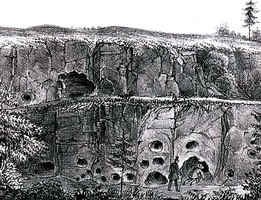
Zwerglöcherwand (Zeichnung von 1835)

Der Švédlův vrch, auch Švédlov (deutsch Schwedelberg) ist ein Berg am westlichen Rand des Duppauer Gebirges in Tschechien. Er befindet sich einen Kilometer östlich auf der Gemarkung Svatobor der Gemeinde Doupovské Hradiště im Okres Karlovy Vary.

## Geographie
Der der Hradišťská hornatina (Burgstadtler Masse) zugerechnete Berg fällt im Norden zum Egertal, südöstlich zum Tal des Svatoborský potok (Zwetbauer Bach), im Süden zum Tal des Lučinský potok (Hartmannsgrüner Bach) und westlich zum Tal des Dubinský potok (Hotschelohbach) ab. Nach Nordosten hin ist er über einen schmalen Rücken mit einer Hochfläche, aus der Na Klobouku (604 m n.m.) und die Bučina (Buchkoppe; 582 m n.m.) herausragen, verbunden. Südöstlich erhebt sich der Lučinský vrch (534 m n.m.), im Süden der Šibeniční vrch (485 m n.m.) und nordwestlich der Na Pastvinách (516 m n.m.). Am Nordwesthang des Švédlův vrch befindet sich das Nationale Naturdenkmal Skalky skřítků (Zwerglöcher).
Umliegende Ortschaften sind Kyselka (Gießhübl Sauerbrunn) im Norden, Dolní Lomnice (Unter Lomitz) und die Wüstung Horní Lomnice (Ober Lomitz) im Nordosten, Svatobor (Zwetbau) im Osten, Lučiny (Hartmannsgrün) im Südosten, Beraní Dvůr (Hammelhof) im Südwesten, Dubina (Eichenhof) im Westen sowie Pulovice (Pullwitz) und Nová Kyselka (Rittersgrün) im Nordwesten.

## Geologie
Die Entstehung des Berges steht im Zusammenhang mit dem Duppauer Supervulkan. Die unterste Gesteinsschicht des Švédlův vrch wird durch einen Lavastrom aus leucitischem Tephrit gebildet, der in seiner chemischen Zusammensetzung dem Vulkanzentrum am Flurbühl bei Doupov gleicht. Die oberen 90 m bestehen aus vier Tuffschichten, dabei wechseln sich grobe Sedimente mit darüber abgelagerten feinen pyroxenischen Tuffen, in denen sich Hohlräume gebildet haben, ab.

## Geschichte
Wegen der merkwürdigen Zwerglöcherwand, einer 50 m langen und 5 m hohen Felswand am Nordhang wurde der Berg in der ersten Hälfte des 19. Jahrhunderts im Zusammenhang mit der Gründung des Kurortes Gießhübl Puchstein touristisch erschlossen und in das Wegesystem des Kurortes eingebunden. Auf der Höhe über der Wand, die zu Ehren des Geologen Ferdinand von Hochstetter den Namen Hochstetterhöhe erhielt, war eine Ruhebank aufgestellt. Die zu Beginn des 20. Jahrhunderts noch unbewaldete Höhe bot eine weite Rundsicht auf Zwetbau und das Duppauer Gebirge, in das Egertal sowie zum Bergzug des Erzgebirges.
Mit der Errichtung des Truppenübungsplatzes Hradiště im Jahre 1953 gehörte der Švédlův vrch zum Militärgebiet und war bis 1990 nicht mehr öffentlich zugänglich. Seit der Verkleinerung des Truppenübungsplatzes ist der Berg Teil der Gemeinde Doupovské Hradiště. 

## Tourismus
Von Kyselka führt zwischen der Annenkapelle und dem Haus Stallburg ein markierter Wanderweg über die Bučina und den Na Klobouku zum Švédlův vrch. Der Weg endet auf der Hochstetterhöhe (540 m n.m.) über der Zwerglöcherwand; der 100 m südwestlich gelegene Gipfel des Švédlův vrch ist nicht durch Wege erschlossen. Ein Abstieg über 200 Höhenmeter führt ins Egertal zur Quelle Pod skalkami skřítků bein Forsthaus Dubina. Der Švédlův vrch ist mit hohem Buchenwald bestanden und bietet keine Aussicht; die Sicht von der Hochstetterhöhe ist durch den Baumwuchs auch stark eingeschränkt. 